# Joruma luciana
Joruma luciana är en insektsart som beskrevs av Henry Fairfield Osborn 1928. Joruma luciana ingår i släktet Joruma och familjen dvärgstritar.
Artens utbredningsområde är Guatemala. Inga underarter finns listade i Catalogue of Life.